# 리더스 다이제스트
《리더스 다이제스트》(Reader's Digest)는 1922년 미국에서 창간된 잡지로서 제목에서 알 수 있듯이 읽을거리들을 요약하여 1년에 10회 출판한다. 하지만 잡지외에도 단행본을 만들기도 한다.

## 역사
1922년 드윗 윌리스와 그의 아내 라일라에 의해서 창간되었다. 제1차 세계대전 참전자인 드윗은 부상을 입어, 병원에서 치료받는동안 읽을거리들을 읽으면서 이를 요약한 잡지를 생각했다고 한다. 하지만 요약된 기사외에도 동티모르 독립투쟁당시 인도네시아의 민족말살정책을 고발하는 기사를 리더스 다이제스트 기자가 취재하여 싣기도 했다.

## 국제 판
2022년 기준으로, 싱가포르, 인도, 일본 등 여러나라 말로 번역되어 출판된다. 각 판본은 차이는 있으나 비슷한 형태와 기사내용을 유지한다. 아시아판은 영문과 중국어 2개 버전으로 출판되며, 홍콩과 싱가포르에서 출판되고 있다.
한국어판은 1978년 11월부터 합동통신사, 1980년부터는 연강학술재단에서 발행하였으며, 이후 동아출판사→두산동아에서 월간 리더스다이제스트와 영한대역 리더스다이제스트를 발행하였으나, 2009년 12월호를 마지막으로 발행이 중단되었다. 한국어 버전은 건강, 동물, 취업 정보, 문학, 역사, 문화 등의 다양한 주제의 정보를 제공했으며, 군대 이야기, 직장 생활 이야기 등의 주제로 독자참여를 유도하여 독자들이 보낸 글을 싣기도 했다.

## 참고 문헌
- John Bainbridge, Little Wonder. Or, the Reader's Digest and How It Grew, New York: Reynal & Hitchcock, 1945.
- John Heidenry, Theirs Was the Kingdom: Lila and DeWitt Wallace and the Story of the Reader's Digest, New York/London: W.W. Norton, 1993
- Samuel A. Schreiner, The Condensed World of the Reader's Digest, New York: Stein and Day, 1977.
- James Playsted Wood, Of Lasting Interest: The Story of the Reader's Digest, Westport, Connecticut: Greenwood Press, 1958.
- Clem Robyns, "The Internationalisation of Social and Cultural Values: On the Homogenization and Localization Strategies of the Reader's Digest", Folia Translatologica 3, 1994, 83–92
- Joanne P. Sharp, Condensing the Cold War: Reader's Digest and American Identity, University of Minnesota Press, 2000.
- Joanne P. Sharp, Hegemony, popular culture and geopolitics: the Reader's Digest and the construction of danger, Political Geography, Elsevier, 1996.
- Visnja Milidragovic, "From direct marketing tool to digital niche product: a Reader’s Digest Sweepstakes case study", SFU, 2012.